# День незалежності Хорватії
День незалежності Хорватії (хорв. Dan neovisnosti) — державне свято Хорватії у 1991—2019 роках, яке припадало на 8 жовтня. З 2020 року святкується 25 червня лише як пам'ятний день на згадку про дату, коли хорватський парламент ухвалив рішення про створення суверенної та незалежної Республіки Хорватія.

## Історія свята
Тільки після закінчення тримісячного мораторію на процес роз'єднання Хорватії з іншими республіками та краями колишньої спільної держави хорватський парламент на своєму засіданні 8 жовтня 1991 проголосив повну незалежність Республіки Хорватія (ухвалив рішення про припинення державно-правових відносин з іншими республіками та краями СФРЮ), а поправки 2001 року, запроваджені урядом Івиці Рачана, оголосили цей день святом Дня незалежності. Його вперше відсвяткували 2002 року. Тими ж поправками День державності Хорватії, який відзначався з 1990 року 30 травня, змінив дату на 25 червня, а 30 травня почало відзначатися як День Хорватського сабору (парламенту).
Існування Дня хорватського парламенту 30 травня, Дня державності 25 червня та свята Дня незалежності 8 жовтня вносило плутанину серед багатьох громадян Хорватії. Цю проблему було розв'язано в жовтні-листопаді 2019 року, коли на пропозицію уряду Андрея Пленковича хорватський парламент прийняв новий закон про святкові дні, яким переніс День незалежності на 25 червня, позбавивши його статусу неробочого дня. Таким чином Дню державності повернули дату 30 травня зі статусом офіційного свята, у свою чергу 25 червня стало Днем незалежності, набувши характеру пам'ятного дня, а 8 жовтня оголошено Днем Хорватського сабору, теж у статусі пам'ятного дня. Через те, що пам'ятними днями стали дві дати замість однієї, як це було раніше, офіційним святом було оголошено і День пам'яті жертв Вітчизняної війни та День пам'яті жертв Вуковара і Шкабрні, який припадає на 18 листопада.

## Історичне тло
Драма колишньої Югославії досягла піку навесні 1991 року. Хорватія і Словенія роком раніше проголосували за свій суверенітет і провели перші вільні парламентські вибори. Однак у той час слова «суверенітет» і «незалежність» не були рівнозначними.
Загреб і Любляна шукали мирного шляху до відокремлення від Югославії, тому політичний простір для можливої конфедерації суверенних республік залишався відкритим. Це були правила гри, які нав'язували і світові держави. Однак СР Сербія і СР Чорногорія були зацікавлені лише у гегемонії під виглядом нової сучасної федеративної Югославії, тому переговори були заблоковані. У той же час на частині Хорватії тривав заколот хорватських сербів, а залишки союзної влади колишньої Югославії були повністю паралізовані. За таких обставин Хорватія вдалася до референдуму 19 травня, на який відгукнулися 83,5 відсотка виборців. Із цієї кількості 93,2 відсотка поставили відмітку «ТАК» за суверенітет Хорватії.
Голова парламенту Хорватії Жарко Домлян після проголошення державної незалежності сказав: «Народилася держава Хорватія! Хай у неї буде довге і щасливе життя.»
Потім сталася одна з найбільш значущих хорватських історичних подій. 25 червня 1991 року відбулося засідання парламенту Хорватії, на якому було прийнято Конституційне рішення про суверенітет і самостійність Республіки Хорватія. В обстановці великосербських загроз та інертності світової дипломатії хорватський парламент проголосив Республіку Хорватію, до того часу частину соціалістичної Югославії, суверенною та незалежною державою. Таким чином Хорватія стала незалежною, ініціювавши процес відокремлення від інших югославських республік і зажадавши міжнародного визнання.
У своєму виступі Президент Республіки Франьо Туджман відзначив:
|  | Mi ne možemo više podržavati život u zajedničkoj državi, u kojoj postoji neprekidna, pritajena i javna agresija, patološka mržnja i zloća prema svemu izvornome hrvatskom. U državnoj zajednici, u kojoj smo suočeni s uzastopnim prijetnjama upotrebe sile, kako one zajedničke, tako i ilegalne u obliku buntovništva i terorizma. Proglašujući samostalnost Hrvatske, mi činimo isto ono što i svi narodi svijeta na putu postizanja svoje neovisnosti i to iz istih, prirodnih i vrhonaravnih razloga. |  | Ми більше не можемо підтримувати життя у спільній державі, в якій існує безперервна, прихована і явна агресія, патологічна ненависть та злоба до всього питомо хорватського. У державному союзі, в якому ми стикаємось із послідовними загрозами застосування сили, як від союзного центру, так і незаконної у формі бунтарства та тероризму. Проголошуючи самостійність Хорватії, ми робимо те саме, що і всі народи світу на шляху до досягнення своєї незалежності, причому з однакових, природних і надприродних причин |  |
|  | |  | |  |

З нагоди ухвалення Конституційного рішення про суверенітет і самостійність Республіки Хорватія Туджман сказав:
|  | S neskrivenim zadovoljstvom i ponosom obznanjujemo svim republikama i saveznim tijelima SFRJ, objavljujemo cijelom svijetu suverenu volju hrvatskog naroda i svih građana Republike da se današnjim danom Republika Hrvatska proglašuje samostalnom i suverenom državom te pozivamo sve vlade i parlamente svih država da prihvate i priznaju čin slobodne odluke hrvatskoga naroda, čin slobode kojim još jedan narod hoće postati punopravnim članom međunarodne zajednice slobodnog svijeta. |  | З неприхованим задоволенням і гордістю сповіщаємо всім республікам і союзним органам СФРЮ, оголошуємо всьому світові суверенну волю хорватського народу та всіх громадян республіки про те, що сьогодні Республіка Хорватія проголошується самостійною і суверенною державою, та закликаємо всі уряди і парламенти всіх держав прийняти і визнати вільне рішення хорватського народу, акт свободи, яким іще один народ стане повноправним членом міжнародного співтовариства вільного світу |  |
|  | |  | |  |

Голосуванню за «Конституційне рішення про суверенітет і незалежність» дещо завадив той факт, що реформовані комуністи, яких тоді називали Партія демократичних змін, висловились проти конституційного рішення та реалізації конституційного права. Депутатська фракція від СДП на чолі з Івицею Рачаном вимагала, щоб одночасно з роз'єднанням було запущено процес об'єднання з іншими республіками Югославії. Цю пропозицію було відхилено, тому парламентська більшість, у якій переважав Хорватський демократичний союз, вирішила здобути повну незалежність Хорватії без будь-яких умов.
Кілька годин потому ідентичне рішення ухвалив і парламент Словенії. Тим самим федеративне югославське утворення у складі шістьох членів перестало існувати і юридично. Міжнародне співтовариство не відразу прийняло розпад Югославії і ввело щодо всієї території колишньої федерації ембарго на імпорт зброї, а з огляду на військову перевагу тодішньої ЮНА це означало віддати Хорватію та Словенію на волю великосербській агресії.
Відразу після цього югославська армія вдерлася у Словенію, а 3 липня югославські танки увійшли в Бараню. Почалася жорстока агресія проти Хорватії, в якій загинуть тисячі жертв, а десятки тисяч людей покинуть домівки. Однак Хорватії вдалося захиститися і через 4 роки повернути втрачену територію військовим шляхом, із подальшою мирною реінтеграцією Східної Славонії та Барані в 1998 році.
Європа і світ сприйняли рішення парламентів Хорватії та Словенії без натхнення, оскільки зовнішній світ усе ще пропонував нову Югославію, повернення до якої було неможливим, що й показали криваві реалії війни, напад на Вуковар і Дубровник, геноцидна агресія окупантів і героїчна боротьба хорватів. У грудні 1991 р. Хорватію визнала Німеччина, а в січні 1992 року нову політичну дійсність визнала вся Європа, а потім і весь світ.